# محمد امیرالازوان یعقوب
محمد امیرالاِزوان یعقوب (به مالایی: Mohd Amirul Izwan Yaacob؛ زادهٔ ۱۹۸۶) یک داور فوتبال اهل مالزی است.
وی از سال ۲۰۱۲ وارد فهرست فیفا شده و سابقه قضاوت در مسابقاتی مهمی همچون لیگ قهرمانان آسیا را دارد.